# Jimeno el Fuerte
Jimeno o Ximeno, llamado el Fuerte o de Pamplona, (ca. 745-¿805?) fue un personaje que aparece en las crónicas a finales del siglo VIII (c. 781) como magnate o jefe militar de Yerri en el entonces reino de Pamplona, antecesor del reino de Navarra.

## Biografía
En las crónicas árabes posteriores es identificado como Mothmin el-Akra o Maximino Garcea el Arce o del Arga, protector de la zona de Deyo con fortaleza en Monjardín junto al territorio dominado por Malduthun al-Atlal o Baldowin de Atalarico, y enfrentados ambos a Abderramán I en su aceifa del año 779 tras la expedición de Carlomagno.
Crónicas francas espurias informan de la campaña del rey franco en tierras altas del Ebro camino de Zaragoza —en concreto del asedio y toma de la plaza fuerte de Pamplona para cubrir su retaguardia— y la captura de rehenes durante la ocupación, entre los que se encontraba de un posible hermano de Jimeno: el caudillo hispanorromano Furio o Fortunio.
Algunas fuentes refieren que tuvo dos hijos (otras fuentes los citan como nietos o bisnietos): Íñigo Jiménez y García Jiménez. Otra teoría propone que el nombre real de García Jiménez fue García Íñiguez —que no debe ser confundido con García Íñiguez I, el legendario II rey de rey de Sobrarbe o con el rey García Íñiguez de Pamplona, hijo del rey Íñigo Arista. Algunas fuentes lo citan como iniciador de la dinastía Jimena, aunque vivió en una época anterior a los orígenes de la dinastía del rey Íñigo Arista. Otros autores lo consideran el posible antepasado común de ambas dinastías.